# MVS (operační systém)
Multiple Virtual Storage, MVS, je nejpoužívanější operační systém na sálových počítačích IBM System/370, IBM System/390 a IBM Z sálových počítačích. Společnost IBM vyvinula MVS vedle OS/VS1 a SVS jako následníka OS/360. 
Nesouvisí s ostatními řadami operačních systémů IBM pro mainframy, např. VSE, VM, TPF.

## Úvod
Systém MVS byl uveden na trh v roce 1974 a byl několikrát rozšířen o programové produkty s novými názvy, přičemž v názvosloví zůstal zachován název MVS:
- nejprve na MVS/SE (MVS/System Extensions),[pozn. 1]
- pak MVS/SP (MVS/System Product) verze 1,
- poté MVS/XA (MVS/eXtended Architecture),
- a MVS/ESA (MVS/Enterprise Systems Architecture),

později rozšířený
- na OS/390 pro počítače IBM System/390, a
- nakonec na z/OS (když byla u modelů zSeries přidána podpora 64bitových procesorů). IBM přidala podporu UNIXu (původně nazvanou OpenEdition MVS) v MVS/SP V4.3 a získala certifikace POSIX a UNIX™ na několika různých úrovních od IEEE, X/Open a The Open Group. Jádro MVS zůstává v zásadě stejným operačním systémem. Programy napsané pro MVS lze bez úprav spustit na z/OS.